# Tropidion tendyra
Tropidion tendyra är en skalbaggsart som beskrevs av Martins och Maria Helena M. Galileo 2007. Tropidion tendyra ingår i släktet Tropidion och familjen långhorningar. Inga underarter finns listade i Catalogue of Life.